# 橄欖石 (亞利桑那州)
橄欖石（英語：Peridot）是位於美國亞利桑那州希拉縣的一個人口普查指定地區。根據2010年美國人口普查，該地人口為1350人，而該地的面積約為13.36平方千米。

## 地理
橄欖石的座標為33°18′14″N 110°27′18″W / 33.30389°N 110.45500°W，而該地最高點為海拔高度800米（即2625英尺）。